# منطقه انحصاری اقتصادی یونان

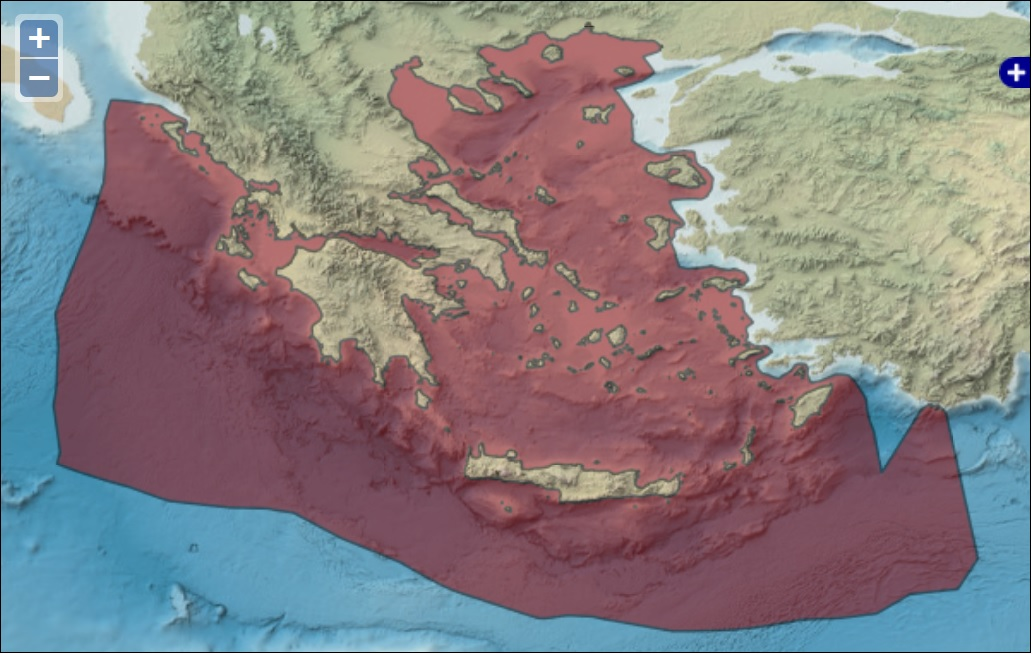
منطقه انحصاری اقتصادی یونان

منطقه انحصاری اقتصادی یونان (به انگلیسی: Exclusive economic zone of Greece) با مساحت کل ۵۰۵۵۷۲ کیلومتر مربع (۱۹۵۲۰۲ مایل مربع)، که ۵۳ امین منطقه انحصاری اقتصادی بزرگ در جهان است.

## جغرافی
یونان جنوبی ترین قسمت شبه جزیره بالکان را در دریای مدیترانه تشکیل می دهد. این شامل بسیاری از جزایر کوچک است که بین ۱۲۰۰ تا ۶۰۰۰ در دریای اژه و دریای ایونی متفاوت است. بزرگترین جزایر کرت، اوبوئا، لسبوس، رودس و خیوس هستند. منطقه EEZ یونان از غرب با آلبانی و ایتالیا، از جنوب با لیبی و مصر و از شرق با قبرس و ترکیه همسایه است.
| Territory | km2     | sq mi   | Notes |
| Total     | 505,572 | 195,202 |       |
| --------- | ------- | ------- | ----- |